# 유럽 고속도로 123호선
유럽 고속도로 123호선(European route E123)은 러시아의 첼랴빈스크에서 출발하여 카자흐스탄과 우즈베키스탄을 거쳐 최종적으로 타지키스탄의 판지포욘까지 이르는 A클래스급 간선도로로, 총 연장은 2,713km이다. 그래서 해당 고속도로는 우랄 지역과 중앙아시아로만 이어주며, 아프가니스탄의 국경 지대인 시르한까지도 연결된다. 특이하게도 우즈베키스탄과 타지키스탄을 두번씩 경유하는 도로로 알려져 왔다.

## 경로

### 러시아
- M-36: 첼랴빈스크
- 트로이츠크(영어판)

### 카자흐스탄
- M-36: 포드고로드카 - 코스타나이 - 울리에콜현(영어판)
- A-342: 자파드노예 - 에실 - 더자빈스크 - 아르칼리크 - 제즈카즈간
- A-344: 제즈카즈간 - 키질로르다
- M-32: 키질로르다 - 심켄트
- M-39: 심켄트 - 프런토보이

### 우즈베키스탄
- M-34 : 타슈켄트 - 호보스

### 타지키스탄
- M-34(영어판): 리아긴

### 우즈베키스탄
- M-34: 코슈켄트

### 타지키스탄
- M-34: 이스트라브샨 - 두샨베
- M-384: 두샨베 - 판지포욘(영어판) (타지크-아프간 연결 교량)

### 아프가니스탄
- 셰르칸반다르(영어판)